# Fora de pista
Fora de pista (títol original: Hors piste) és un curtmetratge d'animació del 2018 dirigit per Oscar Malet, Léo Brunel, Camille Jalabert i Loris Cavalier durant els seus estudis a l'École des Nouvelles Images. Aquest curt s'ha presentat i ha guanyat premis en diversos festivals com el Festival Internacional de Curtmetratges de Clermont-Ferrand, l'Aspen Shortsfest, el Flickerfest, el Festival Internacional de Curtmetratges de Palm Springs i el Festival Internacional de Cinema Infantil de Nova York, on va guanyar el premi Oscar de qualificació a la millor animació. A Catalunya, es va distribuir el 30 de setembre de 2022 a càrrec de Pack Màgic, que va unir-lo amb quatre altres curtmetratges.
El curt va guanyar un BAFTA Student Film Award a la millor pel·lícula d'animació estudiantil el 2019 i va ser nominat a la millor pel·lícula estudiantil als 46ns premis Annie.

## Sinopsi
Els dos millors rescatadors de la regió estan preparats per a la seva nova missió. Malgrat la seva professionalitat i la seva determinació, no sortirà com estava previst.